# Menachot
Der Traktat Menachot (hebräisch מַסֶּכֶת מְנָחוֹת Masechet menachot) stammt von dem Wort „Mehlopfer“ (hebräisch מִנְחָה „Gabe, Geschenk“) ab und ist ein Traktat der Ordnung Qodaschim סֵדֶר קָדָשִׁים aus der Mischna. Diese Gemara kommt allein im Babylonischen Talmud vor.
Der Traktat hat 13 Kapitel und behandelt Bestimmungen über die aus Mehl zubereiteten Opfer an den Tempel.
Von den meisten Speiseopfern war nur eine Handvoll (Komez קֹמֶץ) für den Altar bestimmt. Die restlichen Speisen wurden von den Priestern verzehrt.
Der Begriff Komez קֹמֶץstammt vom Ritual, bei dem der Priester eine Handvoll aus den Speisegaben für das Opfer herausgriff.
Aus Mehl zubereitete Speiseopfer waren für bestimmte Anlässe zwingend vorgeschrieben. So das  Minchat Chote מִנְחָת חוֹטֵא („Sünd-Mehlopfer“) und das Minchat Kanna'ut מִנְחָת קַנָּאוּת („Eifersuchts-Mehlopfer“). Speiseopfer konnten aber auch freiwillig als Minchat Nedawa מִנְחָת נְדָבָה („Freiwilligen-Mehlopfer“) dargebracht werden.
Es gab verschiedene vorgeschriebene Speisegerichte, die dem Tempel und seiner Priesterschaft als Opfer darzubringen waren:
1. Minchat Solät מִנְחָת סֹלֶת („Mehlspeise aus feinsten Weizenmehl“)
2. Mincha maApha Tannur מִנְחָה מַאֲפֶה תַּנּוּר („im Ofen Gebackenes“), wie Kuchen חַלָּוֹת oder Fladen רָקִיקים
3. Mincha al machawat מִנְחָה עַל מַחֲבַת („in der Bratpfanne Frittiertes - flaches Gefäß“) oder Mincha al marcheschät (מִנְחָה עַל מַרְחֶשֶׁת) („im Tiegel - tiefes Gefäß“).